# Guntschnabahn
Die Guntschnabahn (italienisch Funicolare del Guncina) war eine Standseilbahn im Stadtgebiet von Bozen in Südtirol. Sie verband zwischen 1912 und 1966 den Bozner Stadtteil Gries mit dem auf dem Guntschnaberg liegenden Hotel und Restaurant Reichrieglerhof. Zusammen mit der Virglbahn, der Kohlerer Bahn, der Rittner Bahn und mehreren Promenaden erschloss sie die Bozen umgebenden Hänge für die touristische Nutzung.

## Geschichte
Nachdem Elisa Überbacher-Minatti, Besitzerin des Grand Hotel Toblach und der Pension „Bellevue“ in Gries, den oberhalb der Stadt liegenden Reichrieglerhof übernommen und zu einem Hotel und Ausflugsrestaurant umgestaltet hatte, ergriff sie zur besseren Anbindung an die Stadt und den dortigen Kurbetrieb die Initiative für eine Standseilbahn. Der Bau wurde im Sommer 1911 begonnen, so dass im Mai 1912 die Hochbauten vollendet werden konnten. Nach separater Erprobung der Bremsanlage am 12. Juli 1912 erfolgte zwischen 29. und 31. Juli die  Kollaudierung (Betriebsabnahme). Der öffentliche Verkehr begann am 12. August 1912.
Die Bahn wurde durch die Firma Ceretti & Tanfani aus Mailand parallel mit der Seilbahn auf das Vigiljoch errichtet, die den eisernen Oberbau und die Maschinenanlage selbst ausführte. Die Elektrische Ausstattung stammte von den Siemens-Schuckertwerken aus Wien, das Drahtseil von der St. Egydyer Eisen- und Stahlindustrie-Gesellschaft. Der gemauerte Unterbau der Strecke und die beiden Stationen wurden durch die beiden Firmen A. Guschelbauer und F. & L. Madile aus Bozen errichtet. Die Pläne für die Gebäude stammten aus dem Ingenieurbüro Dr. W. Conrad aus Wien.
Die Kosten von insgesamt 288.700 Kronen übernahm Elisa Überbacher-Minatti zur Gänze. Von dieser Summe entfielen 229.500 Kronen auf die Herstellung und Einrichtung der Bahnanlage, 47.700 Kronen auf das Windwerk, das Drahtseil und die Wagen, sowie 1500 Kronen auf das Mobiliar und weitere Gerätschaften.
Nach einer Betriebszeit von knapp 51 Jahren wurde die Bahn am 31. März 1963 wegen der Konkurrenz durch die Straße geschlossen.

## Streckenbeschreibung

Höhen- und Lageprofil

Die Talstation lag auf 300,13 m ü. A. in der heutigen Defreggerstraße und war über eine eigene Haltestelle „Guntschnabahn“ der Grieser Linie der Straßenbahn Bozen in der heutigen Fagenstraße zu erreichen. Die Bergstation lag 185,77 Höhenmeter darüber beim sogenannten Streckerhof auf 485,9 m ü. A.. Von dort führte eine nachts elektrisch beleuchtete Promenade in etwa 3 Minuten Fußweg zum eigentlichen Hotel.
Die beiden Stationen waren in der Waagrechten 302,56 Meter voneinander entfernt, die Länge der Bahn betrug 350,40 Meter. Das Höhenprofil war näherungsweise parabolisch angelegt, so dass die Steigung an der Talstation 575 ‰ betrug, bis zur Ausweiche in der Streckenmitte auf 623,75 ‰ anwuchs und schließlich ihren Maximalwert von 673,70 ‰ an der Bergstation erreichte. Im Grundriss folgte die Trasse zunächst einem Kreisbogen, der in der Waagrechten einen Radius von 700 Metern aufwies und 167,33 Meter lang war. Anschließend strebte sie direkt der Bergstation zu. Um diesen Trassenverlauf zu erreichen, wurden in der unteren Hälfte zwei Viadukte mit vier bzw. zwei Öffnungen zu je fünf Metern Breite errichtet.

## Technische Ausstattung

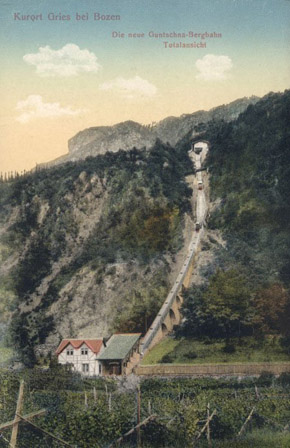
Gesamtansicht der Guntschnabahn (um 1912)

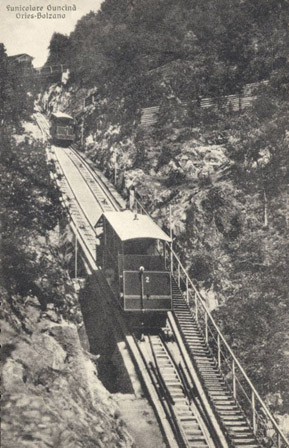
Begegnung der beiden Wagen in der Ausweiche

Die Guntschnabahn folgte im Großen und Ganzen dem für Standseilbahnen üblichen Schema: Ein in der Bergstation untergebrachtes Windwerk zog über ein Stahlseil abwechselnd jeweils einen Wagen nach oben, wobei gleichzeitig der andere Wagen bergab gelassen wurde. Die Wägen begegneten sich in der Streckenmitte in einer selbsttätigen Ausweiche, während die restliche Strecke eingleisig ausgeführt war. Ein Gegenseil war nicht vorhanden. Eine Besonderheit stellte die Verwendung eines durch die Maschinenfabrik Esslingen patentierten Bremssystems dar, das im Falle eines Seilrisses die Wagen mittels Bremszangen automatisch auf dem Gleis festklemmen sollte. Daher waren spezielle Schienenprofile „System Esslingen“ mit einem Gewicht von 25 kg/m verlegt.

### Wagen
Die beiden Wägen fassten jeweils 20 Passagiere in vier stufenförmig angeordneten Abteilen. Die beiden mittleren Abteile – eines davon war offen, das andere geschlossen – boten jeweils acht Sitzplätze, die obere Endplattform vier Sitz- oder Stehplätze. Dagegen war die untere Endplattform dem Wagenführer vorbehalten.
Die zweiachsigen Untergestelle der Wägen stammten von Ceretti & Tanfani, die Wagenkästen von der Grazer Maschinen- und Waggonbau-Aktiengesellschaft. Das Leergewicht wird mit 5,9 Tonnen angegeben, bei Vollbesetzung stieg das Gewicht unter Annahme von 100 kg Gepäck auf 7,6 Tonnen an.

### Antrieb
Die für den Antrieb des Windwerks benötigte elektrische Energie lieferte, wie bei Virgl- und Kohlerer Bahn, das Elektrizitäts- und Wasserwerk Zwölfmalgreien über ein Kabel an die Bergstation. Dort wurde der Drehstrom von 3,6 kV, 50 Hz, auf eine Betriebsspannung von 150 Volt transformiert. Damit wurde schließlich ein Asynchronmotor mit 50 PS Leistung betrieben.
Das Windwerk war mit verschiedenen Bremseinrichtungen versehen. Insbesondere wurde durch Anschlaghebel in den Stationen bei Überfahren der Endposition oder durch einen Fliehkraftregler bei hinreichend starker Überschreitung der Fahrtgeschwindigkeit eine selbsttätige Bremsung ausgelöst.
Die Fahrzeit wird mit vier Minuten angegeben. Somit ergibt sich eine Fahrtgeschwindigkeit von knapp 1,5 m/s (5,4 km/h). Unter Vernachlässigung von Umsteigezeiten wären somit höchstens 15 Fahrten pro Stunde möglich gewesen, die theoretische Beförderungskapazität läge somit bei 300 Passagieren pro Stunde und Richtung.

## Betrieb
Anfangs wurde der Betrieb durch die Abteilung für Elektrische Bahnbetriebe der Etschwerke geführt. Damals wurden ganzjährig täglich durchschnittlich 40 Fahrten in Intervallen von 15 bzw. 30 Minuten zwischen 7:00 Uhr früh und 21:30 Uhr abends angeboten. Eine einfache Bergfahrt kostete 60 Heller, eine einfache Talfahrt 50 Heller. Mit Rückfahrt waren 80 Heller zu bezahlen, und für 1,20 Kronen war ein Kombinationsfahrschein mit Straßenbahnnutzung erhältlich.

## Relikte
Die im Hang liegende Trasse ist überwachsen, aber noch in Teilen sichtbar. Insbesondere quert die Guntschnapromenade die ehemalige Trasse nach wie vor über eine Brücke, von der aus der gemauerte Unterbau zu sehen ist. Die Bergstation ist nach Umbauten als Privathaus erhalten und nicht öffentlich zugänglich.